# 전송가
전송가(Battle Hymn)는 미국에서 제작된 루이스 마일스톤 감독의 1959년 전쟁, 드라마, 액션 영화이다. 록 허드슨 등이 주연으로 출연하였다.
한국전쟁 당시 전쟁고아를 구출하는데 일조한 딘 헤스 중령과 러셀 L. 블레이즈델 중령의 실화를 소재로 만들어진 영화이다.

## 출연

### 주연
- 록 허드슨